# Scheidenmundblech

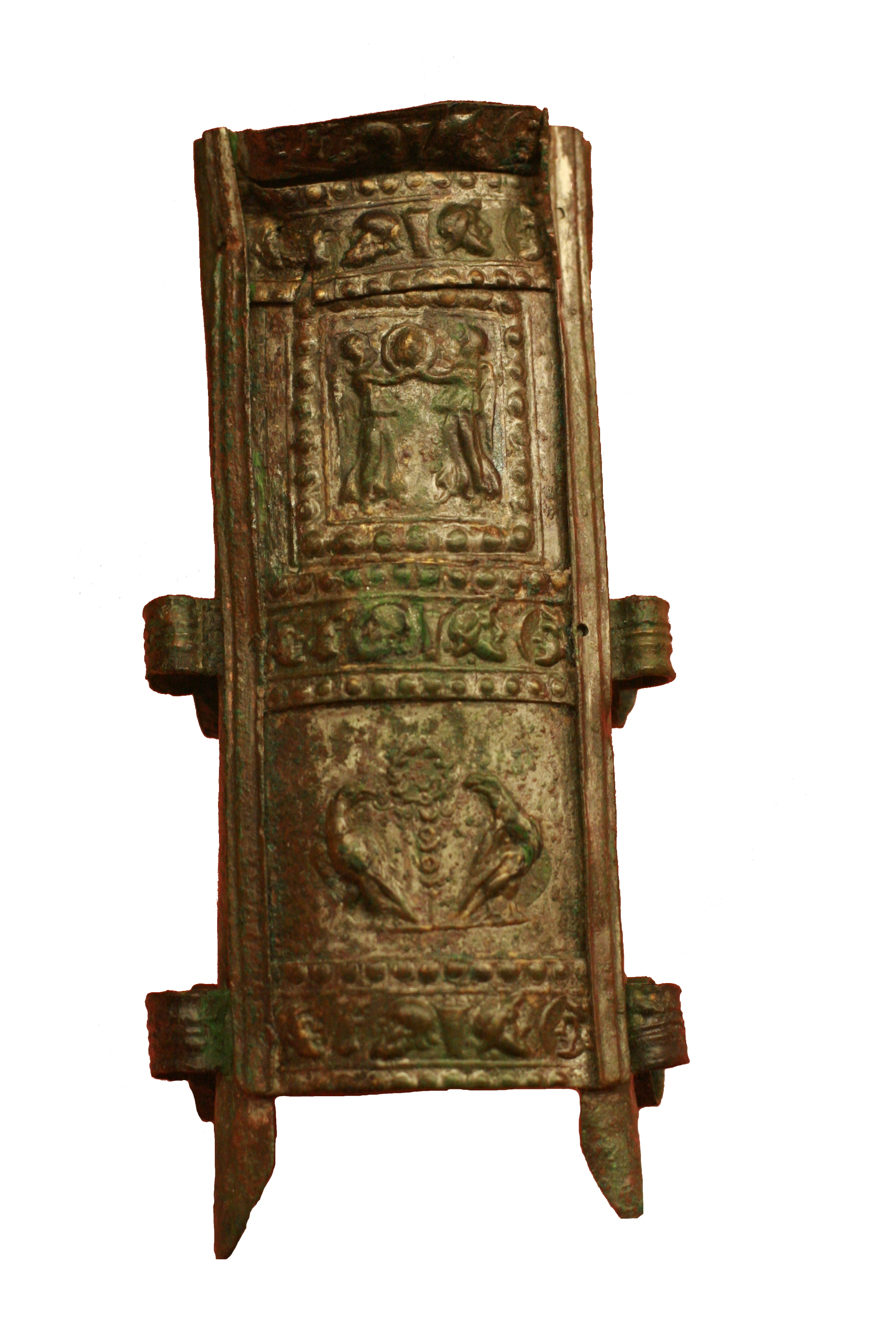
Mundblech eines Gladius

Das Scheidenmundblech ist ein metallener Beschlag auf der Öffnung einer Scheide für Blankwaffen (z. B. Dolch, Messer, Schwert).
Scheidenmundbleche werden meist aus Bronze oder Eisen oder Messing und seltener aus Edelmetallen gefertigt. Sie sollen verhindern, dass die Scheide beim Einführen der scharfen Klinge beschädigt wird. Neben der Schutzfunktion haben sie auch eine zierende und schmückende Funktion, dazu sind die Scheidenmundbleche dann aufwendig verziert und teilweise vergoldet oder versilbert.
Das Gegenstück an der Spitze der Scheide ist das Ortblech. Dieses soll das Durchstoßen der Klingenspitze durch das Material der Scheide beim Einführen der scharfen Klinge verhindern.